# آق محمد باشا
آق محمد باشا أي محمد باشا الأبيض، سياسي عثماني كان والياً على بغداد للفترة من 15 رمضان 1065ه‍، إلى سلخ المحرم 1067ه‍. خلفاً للوالي مرتضى باشا .

## الوزير آق محمد باشا
نشأ في البلاط وحصل على ولاية بغداد وفيها قضى نصف أيامه بالأمراض والعلل مرتبكاً ومضطرباً جراء الآلام ونغص العيش. حتى جاء إلى عيادته مصطفى دده الخراباتي وهو من المتصوفة ومعه بعض دراويش المولوية فدعا له بالشفاء القريب وفي ساعته عجل بالخروج ومضى في طريقه. وكانت للطريقة المولوية تكية المولاخانه وهي جامع الآصفية المعروف في بغداد. ومن شيوخ هذه الطريقة (مصطفى دده الخراباتي) و(يوسف) الملقب اسم عزيز المولوي، وبينهم خطاطون أفاضل.
وفي هذه الرواية ورد فيها من الخزعبلات التي تروج سوق هؤلاء المتصوفة والذين يعرفون بالطريقة الملامتية.
والملامتية طريقة معروفة من زمن بعيد جداً يتظاهر الواحد منهم بما يلام عليه من أعمال مخالفة للشرع. وفي الباطن يعمل...الصلاح، (كذا) قالوا...ولم تؤسس طريقة عندنا بهذا الأسم في هذا العهد بل ظهر مثل هذا الدرويش من المولوية وزعم مزاعم لا يقرها الشرع...فالأمر بالمعروف والنهي عن المنكر من مهمات الإسلام.

## صفاته
اشتهر الوزير آق محمد باشا بالشجاعة والفروسية وحب الصيد، وكان يقضي أكثر أوقاته في الصحارى والفلوات متجولاً فلا يرى وحشة.

## أيام حكومته
وفي أيام حكومته ظهرت المفاسد والفتن من رجال الجيش البغدادي ممن لم تؤدبهم الحوادث فلا يزالون في غرورهم وفي مقدمة هؤلاء امرؤ يقال له (عبدي) وهو شيخ جاهل وان كان طاعناً في السن، فصار قدوتهم في العصيان وفي تشويش الحالة.

## مقتل الوالي
في حوادث سنة 1067 ه‍-1656 م، جاء فيها ان هذا الوالي قد عزم على القضاء على جميع العصاة، فدعا القوم في يوم جمعة وأمر بقتل (عبدي) المذكور.دعا الجلاد فقتله. وحينئذ اجتمع أعوان (عبدي) في الميدان وسارعوا للانتقام، فلما سمع بهم الوزير شتت شملهم، وألقى الرعب في قلوبهم، وظن الوزير أنهم ذهبوا ولم يلتئم لهم جمع. ثم ذهب لصلاة الجمعة في جامع الإمام الأعظم. سار بلا خوف وخشية ظاناً ان الخطر قد زال. ولم يعلم ان الإحتراس من كيد الأعداء أمر ملزم. مضى في طربقه إلى الإمام الأعظم من جهة الميدان، وكان قد كمن له بعضهم. كانوا جلوساً في المقاهي. فصار بعض القوم من أعوانهم يسبون الوالي وتقدم اثنان بسيوفهم وهجموا عليه بقصد الوقيعة به والانتقام منه فقتلا، فلما رأى ذلك بادر في الرجوع لإتخاذ التدابير لتسكين الفتنة، وأسرع في إمالة عنان فرسه إلى جهة داره. سكنت الفتنة نوعاً ما ولكن هذه الحالة لم ترق للأهلين. بدأوا يعيبون الوالي على هزيمته. وفي هذه الأثناء ورد من إسطنبول أحد رجال الدولة وهو حسين آغا الخاصكي بصفة (آغا بغداد) ليتدخل في حل بعض العقد العويصة والأمور الطارئة. بذل المجهود لتهدئة الحالة، فخول قتل هذا الوالي، وحين وصوله إليه قتله وصار (آغا بغداد).
وكان هذا الوالي قد إبتدأ حكمه في 15 رمضان 1065 ه‍، حتى سلخ المحرم سنة 1067 ه‍. وخلفه على ولاية بغداد الوالي محمد باشا الخاصكي.